# Dinaelurus
Dinaelurus — викопний рід котовидих ссавців з родини німравідів. Дінайлур був ендеміком Північної Америки протягом еоцен-олігоценових епох (30,8—20,6 млн років тому), існував приблизно 10,2 мільйона років.
Один екземпляр був знайдений у формації Джона Дея в Орегоні та описаний Ітоном у 1922 році.
Dinaelurus мав надзвичайно широкий для своєї довжини череп і конічні зуби; він міг виявляти незначний розвиток або зовсім не розвивати риси шаблезубих і мав більш округлі щічні зуби без зубчастих виступів. Він мав відносно тонкий скелет.
Вважається, що Dinaelurus бігав за своєю жертвою. На це натякають коротка морда і великі ніздрі, схожі на ніздрі гепарда.